# Filisc de Corcira
Filisc de Còrcira (en grec antic: Φιλίσκος, llatí: Philiscus) fou un poeta tràgic de l'antiga Grècia que va viure en un període que es pot situar entre el segle iv aC i el segle iii aC. Era un dels set autors que formaven part de la Plèiade tràgica.
També va ser sacerdot de Dionís i en aquesta condició va ser present a la processó de coronació de Ptolemeu II Filadelf l'any 284 aC, segons Ateneu de Nàucratis. Plini el Vell diu que Protògenes de Rodes va pintar el seu retrat en actitud de meditació, pel que se sap que vivia encara el 304 aC, potser ja malalt.
Va escriure 42 drames, dels que no se sap res més que el títol d'un, Temístocles, que probablement per error és atribuït a Filisc d'Atenes. Utilitzava sovint el vers hexàmetre coriàmbic.
El seu nom apareix escrit tant Φιλίσκος com Φίλικος, però es creu que la primera és la forma correcta.